# Combobulated
Combobulated (abgeleitet vom amerikanischen Wort combobulation für „ungeordnete oder sinnlose Kombination von Dingen“) ist ein Jazzalbum von Tom Rainey. Die am 15. September 2017 im Veranstaltungsort Firehouse 12 in New Haven entstandenen Aufnahmen erschienen am 8. Februar 2019 auf Intakt Records.

## Hintergrund
Combobulated wurde live im Firehouse 12 in New Haven, Connecticut, aufgenommen und ist (seit Pool School bei Clean Feed, 2009) die vierte Veröffentlichung des Tom Rainey Trios mit Mary Halvorson (Gitarre) und Ingrid Laubrock (Saxophone). Auch wenn die Gruppe ihre Auftritte und Produktionen unter Raineys Banner betreibe, handle es sich um eine egalitär arbeitende Gruppe, die sich auf spontane Unternehmungen spezialisiert habe, meinte John Sharpe. Der Live-Mitschnitt wurde von David Torn nachbearbeitet.
„Diese Band hat mich wirklich gefunden“, sagte Rainey in einem Interview über das zehn Jahre bestehende Trio; „Als Ingrid zum ersten Mal [von Deutschland] hierhergezogen ist, wollte ich mehr Gelegenheiten für uns schaffen, zusammen zu spielen. Das motivierte mich, eine Band zu leiten, was ich in der Vergangenheit sehr sporadisch getan hatte. Dann spielten wir mit Mary, und da schien etwas zu sein, das Wachstumspotenzial hatte. Also sagte ich nur: ‚Okay, ich mache das zu meiner Band.‘“

## Titelliste
- Tom Rainey Trio: Combobulated (Intakt CD 316)[4]

1. Combobulated	18:42
2. Point Reyes	5:56
3. Fact	7:52
4. Isn't Mine	7:08
5. Splays Itself	7:03
6. Torn Road	6:25

Die Kompositionen  stammen von Ingrid Laubrock, Mary Halvorson und Tom Rainey.

## Rezeption
Nach Ansicht von John Sharpe, der das Album in All About Jazz rezensierte, sei Mary Halvorson durchweg erfinderisch, allerdings mit besonderem Schwerpunkt auf Texturen, was bedeute, dass sie eine stärker unterstützendere Rolle spiele als gewöhnlich. Rainey seinerseits sei in seinem Spiel knackig, präzise und inspiriert; er erzeuge dabei einen eindringlichen, nicht-linearen Puls. nach einem Jahrzehnt mit der gleichen Besetzung, habe die Notwendigkeit bestanden, die Formel zu aktualisieren. So habe Rainey in Zusammenarbeit mit Produzent David Torn einige Postproduktions-Anpassungen einführt, die nicht nur die Live-Improvisationen, sondern an einigen Stellen auch den Sound merklich verändern. Daher sei die CD als eigenständiges Artefakt zu behandeln. Der Autor wäre mit einem durchweg natürlichen Klang glücklicher gewesen.

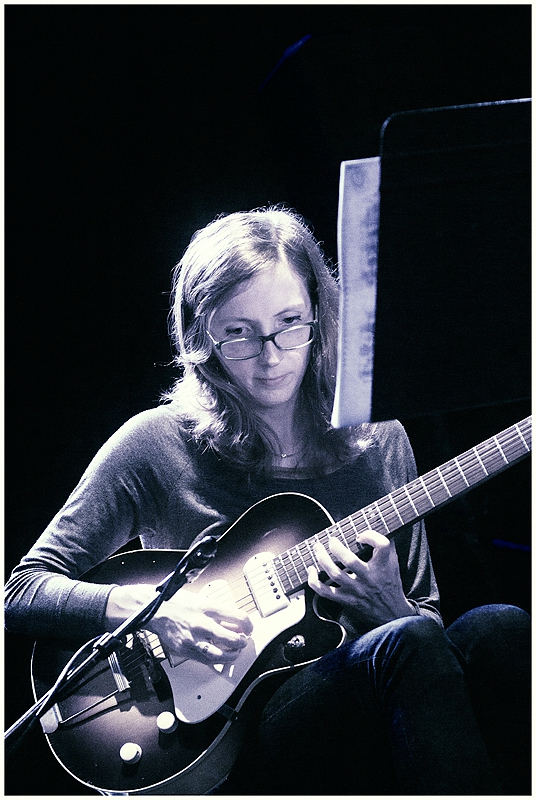
Mary Halvorson mit dem Diamond Curtain Wall Trio von Anthony Braxton, 2014

Ebenfalls in All About Jazz schrieb Don Phipps, Tom Rainey's Combobulated zeuge vom Genie von drei der führenden Innovatoren der heutigen Szene. Raineys gemeinsame Musik mit Laubrock und Halvorson biete Klangexplosionen und Introspektion, die das Bewusstsein entpacken und fragmentieren. Raineys muskulöses Schlagzeug erkundet Klangfarben, Schattierungen, Geschwindigkeit und Wildheit – manchmal gleichzeitig. Dabei kann er genauso gut im Hintergrund bleiben, getarnt hinter Laubrocks und Halvorsons Kreativitätsausbrüchen. Laubrock sei jemand, der in seinem Spiel „keine Gnade“ sagt und es auch so meint, so der Autor. Aber ihr Spiel habe auch eine sanfte Seite, und die Mischung aus beidem erhelle ihre Abstraktionen. Es sei schwierig, Künstler der zeitgenössischen Musik zu finden, die innovativere Dinge tun, um das Vokabular des Jazz zu erweitern, als diese drei Musiker.
An Combobulated falle auf, urteilte Jordannah Elizabeth im Down Beat, dass dies ein Album sei, das gelegentlich wie eine Ausgabe von Sonic Youth klinge, die im Kontext der Spitzenklasse des Jazz improvisieren würde: Dies zeige, wie frei und enthusiastisch das Ensemble klinge. Das Trio verbinde sich mühelos, scheine mit der Zukunft des Genres in Kontakt zu sein, und demonstriere gleichzeitig ein klares Verständnis für das, was ihr vorausgegangen ist. Das habe nichts mit dem Alter zu tun – obwohl Rainey auf 40 Jahre Bühnenerfahrung zurückblicken kann – sondern nur mit der Fähigkeit der Band, neue Klänge hervorzurufen, die nicht gezwungen oder übertrieben wirken.